# 今日感テレビ
『今日感テレビ』（きょうかんテレビ）は、2003年6月30日から2020年9月18日までRKB毎日放送で平日 13:55 - 15:50に放送されていた夕方ワイド番組。2015年3月までは、日本一放送時間が長いローカルワイド番組であった。
なお、本項目では姉妹番組である『今日感テレビ日曜版』（きょうかんテレビにちようばん）についても記述する。

## 概要
『夕方どんどん』と『RKBニュースワイド』の放送枠の統合によってスタート。『RKBニュースワイド』が1975年3月31日から28年3か月間もの長きにわたって担ってきた北部九州地方（福岡県・佐賀県）向けのローカルニュースは、『今日感ニュース』という内包コーナー扱いで18時台に編成された。
基本として北部九州地方向けに放送されていたが、一時は九州他地方のJNN加盟局（大分放送・長崎放送・南日本放送）でも本編の一部（15:00 - 15:50）の同時ネットを実施。RKBや上記ネット局の放送対象地域以外の地方で大事故や大災害が起こった際に、発生した地域の放送局のローカルニュース番組を、臨時同時ネットで放送したことがあった。JR福知山線脱線事故（2005年）では毎日放送（MBS）の『VOICE』、北海道佐呂間町突風災害（2006年）では北海道放送（HBC）の『Hana*テレビ』が、平成24年7月九州北部豪雨（2012年）では熊本放送（RKK）の『RKKワイド夕方いちばん』からの生中継を挿入していた。
事件や事故以外でも、第62回内宮式年遷宮（2013年）では、CBCテレビの『ゴゴスマ -GO GO!Smile!-』（当時は東海ローカル番組）を同時ネット。MBS制作の『ちちんぷいぷい』（いずれも当番組と放送時間が重複する生放送の情報番組）との間で、同時生放送を実施することもあった（詳細後述）。
RKBでは2018年4月2日から、当番組に加えて、『今日感モーニング』を平日の午前中に生放送。その一方で、大分放送での同時ネット終了（2019年9月27日）以降は、本編を北部九州向けのローカル放送に戻していた。さらに、レギュラー出演者のゴリけんが新型コロナウイルスに感染した影響で、2020年4月6日から5月22日まで『今日感ニュース』（北部九州地方向けローカルニュース）パートのみ放送。全国の大半のJNN加盟局で放送されている『ゴゴスマ』を本編の放送枠（13:55 - 15:50）に臨時ネット扱いで編成していた。5月25日から本編の放送を再開。
延べ17年3か月間にわたって放送されてきたが、2020年9月18日（金曜日）で本編を終了。同月28日（月曜日）からは、当番組本編の放送枠を『ゴゴスマ』の常時ネットに充てる一方で、『今日感ニュース』パートを含む時間帯（15:40 - 19:00）に『タダイマ!』（RKBの自社制作による事実上の後継番組）を放送する。なお、同年1月から週3回（月・水・金曜日）の放送へ移行していた『今日感モーニング』も、9月18日放送分で終了。その一方で、『今日感ニュース』は同月25日（金曜日）まで単独番組扱いで放送を続けた後に、28日から『タダイマ!』のローカルニュースパートへ移行する。

## 主な出来事
それまで放送されていた『夕方どんどん』と『RKBニュースワイド』の放送枠を統合させ、この番組を開始した。
- 開始当初は15:50にスタートしていたが、後にTBSの『JNNニュースの森』が終了し、『イブニング・ファイブ』・『JNNイブニング・ニュース』（16:54 - 18:16）スタートにより、同番組を内包させることで2005年3月28日から15:00スタートに変更。2007年10月1日より14:55スタートに変更。その後、2009年3月30日以降のTBSの番組編成変更の繰り返しにより、放送時間が度々変更されている。
- 2009年7月20日より同年9月25日までは、2005年4月から17時台に内包されていたTBSの生番組（『イブニング・ファイブ』→『サカスさん』）が終了（月 - 木13:53に移動し単独番組として放送）するため、17時台もRKBからの放送となり、同時に月曜日 - 木曜日の放送開始時刻が14:49となっていた（金曜日は全国ネットである前枠番組『バンバンバン』〔MBS制作〕が継続されたため今まで通り14:55開始）。 これに伴い、月-木曜日の全時間帯に出演していた田中が全曜日の17時台までの出演に、金曜日の全時間帯に出演していた池尻が全曜日の18時台のみの出演となり、18時台のメインキャスターが川上から坂田に変わった。
- 2009年9月28日からは14時台に放送されていた『サカスさん』が前週9月24日を以て番組終了したため、月 - 木のみ枠が1時間前倒しし13:55開始となった。金曜日は14時台の『バンバンバン』の放送が継続されるので14:55開始。また、17時台は同日にTBSで放送開始した『イブニングワイド』を当枠に内包する。（これに伴い16:43の「THE NEWS」は同年9月25日を以てコーナー終了）。
- 2010年3月29日より17時台の内包番組が『Nスタ』に変更、これに伴いローカルニュース枠が18:15 - 19:00に移動した。また、半年ぶりにJNN全国ネットニュースを内包させる形となった。 同時に、18時台のメインキャスターが坂田から川上に戻った。
- 2010年10月1日からは、金曜日の14時台に放送されていた『えなりかずき!そらナビ』（CBC制作）が同年9月24日に終了したのに伴い、金曜日も13:55からのスタートとなった。これにより約1年2か月ぶりに全曜日の放送時間が統一された。
- 2015年3月30日からは、今まで2時間58分だった当番組の前半部分を1時間58分に短縮し、逆に今まで16:53に飛び乗りだったNスタを15:53スタートに変更し、当番組への内包番組ではなくなる。ただし、今日感ニュースはこのまま継続される。
- 2016年3月25日をもってメインキャスターの川上が番組を卒業。翌週3月28日より前半を田畑・池尻が、18時台を坂田・池尻が担当することになった。「番組の若返り」を主張しているが、視聴率が安定しているためにフリーの川上を切り、福岡放送（FBS）の『めんたいワイド』に押され視聴率が低迷し今日感テレビを開始するきっかけにもなった『夕方どんどん』末期のメインMCへと再度戻したとも言える。
- 2018年3月30日をもってキャスターの池尻が番組を卒業。翌週4月2日より、スタジオもリニューアルし、第1部のキャスターを田畑のみが、アシスタントをRKBアナウンサーの田中みずきと武田伊央が担当することになった。後継番組の「今日感ニュース」は引き続き坂田・池尻が担当する。
- 2020年4月6日、水曜日スタジオレギュラーとして出演していたお笑いタレントのゴリけんが新型コロナウイルスに感染したことを所属事務所が発表[7]。これに伴い、同日より2週間の予定で番組自体の放送を休止、20日に再開することを番組公式サイトで発表していた[8]。その後、同月19日にRKBは新型コロナを巡る状況や出演者・スタッフの安全確保を理由に20日以降も無期限で放送休止とすることを番組ホームページで発表した。なお、休止期間中6日 - 10日は自主編成番組で穴埋めしていたが、13日 - 5月22日は、刻々と変わる情報を全国的な視点で届ける判断からCBCテレビ制作の『ゴゴスマ』を臨時ネットしていた（4月20日以降はゴゴスマを15時40分に途中飛び降りして、15時50分までの10分間に福岡・佐賀県内を中心とした新型コロナウイルス関連情報を放送していた）。なお、6日に関しては代替番組の開始直前に宮脇憲一アナウンサーが約1分間、ゴリけんの新型コロナウイルス感染と番組休止の旨を伝える映像が流された。なお、休止期間中も番組の公式インスタグラムにおいてメインキャスターの田畑がライブ動画配信を行っている。一方、18:15からの『今日感ニュース』については報道機関の社会的使命として放送事業及び情報発信継続が最大の責務という判断から『今日感テレビ』のスタッフを集約させて放送していた。
- 2020年4月10日から福岡県内の民放テレビ局5局（RKB毎日放送・九州朝日放送・福岡放送・TVQ九州放送・テレビ西日本）が共同で行っている新型コロナウイルス注意喚起キャンペーン「コロナには、まけない」のキャンペーンCMに、RKB代表として当番組の田畑が出演している。
- 2020年5月18日から22日まで、『ゴゴスマ』の末尾10分間と『Nスタ』の第0部枠を差し替えて代替番組『今日感・Nスタ』を15:41 - 16:50にて放送していた。
- 2020年5月25日から放送を再開。
- 2020年9月14日、オープニングで田畑竜介が9月18日で本番組が終了する旨を発表した[1][2][3]。
- 2020年9月18日、この日最終回を迎え、17年3か月・全3976回（番組内では「およそ4000回」と説明）にわたる歴史に幕を閉じた。最終回には初代メインキャスターの川上政行も中継で登場しフィナーレを飾った。その後、同月21日 - 25日は『アンナチュラル』[9]の一挙集中再放送で穴埋め[10]し（『今日感ニュース』は25日まで引き続き放送された）、28日から15:40 - 19:00の枠で後継番組『タダイマ!』を開始した。

## 放送時間・内包番組の変遷

### 今日感テレビ
| 期間                  | 放送時間（JST）        | 放送時間（JST）        | 内包番組             | 内包番組                              |
| 期間                  | 月 - 木曜日            | 金曜日                 | 内包番組             | 内包番組                              |
| --------------------- | ---------------------- | ---------------------- | -------------------- | ------------------------------------- |
| 2003.6.30 - 2005.3.25 | 15:50 - 18:55（185分） | 15:50 - 18:55（185分） | JNNニュースの森      | JNNニュースの森                       |
| 2005.3.28 - 2007.9.28 | 15:00 - 18:55（235分） | 15:00 - 18:55（235分） | イブニング・ファイブ | JNNイブニング・ニュース               |
| 2007.10.1 - 2009.3.27 | 14:55 - 18:55（240分） | 14:55 - 18:55（240分） | イブニング・ファイブ | JNNイブニング・ニュース               |
| 2009.3.30 - 2009.7.17 | 14:55 - 18:45（230分） | 14:55 - 18:45（230分） | サカスさん（前期）   | 総力報道!THE NEWS （第1部全国パート） |
| 2009.7.20 - 2009.9.25 | 14:49 - 18:45（236分） | 14:55 - 18:45（230分） | 先出し!THE NEWS      | 総力報道!THE NEWS （第1部全国パート） |
| 2009.9.28 - 2010.3.26 | 13:55 - 18:40（285分） | 14:55 - 18:40（225分） | イブニングワイド     | イブニングワイド                      |
| 2010.3.29 - 2010.9.24 | 13:55 - 19:00（305分） | 14:55 - 19:00（245分） | Nスタ                | Nスタ                                 |
| 2010.9.27 - 2015.3.27 | 13:55 - 19:00（305分） | 13:55 - 19:00（305分） | Nスタ                | Nスタ                                 |
| 2015.3.30 - 2016.9.30 | 13:55 - 15:53（118分） | 13:55 - 15:53（118分） |                      |                                       |
| 2016.10.3 - 2020.9.18 | 13:55 - 15:50（115分） | 13:55 - 15:50（115分） |                      |                                       |

### 今日感ニュース
| 期間                  | 放送時間（JST）       | 備考               |
| 期間                  | 平日                  | 備考               |
| --------------------- | --------------------- | ------------------ |
| 2003.6.30 - 2005.3.25 | 18:19 - 18:55（36分） | 今日感テレビに内包 |
| 2005.3.28 - 2009.3.27 | 18:16 - 18:55（39分） | 今日感テレビに内包 |
| 2009.3.30 - 2009.9.25 | 18:05 - 18:45（40分） | 今日感テレビに内包 |
| 2009.9.28 - 2010.3.26 | 18:00 - 18:40（40分） | 今日感テレビに内包 |
| 2010.3.29 - 2015.3.27 | 18:15 - 19:00（45分） | 今日感テレビに内包 |
| 2015.3.30 - 2020.9.25 | 18:15 - 19:00（45分） | -                  |

補足
- 『JNNニュースの森』から『イブニングワイド』（初期）放送時は二ヶ国語放送を実施。
- 『イブニング・ファイブ』・『先出し!THE NEWS』放送中はモノラル放送（モノステレオ放送）を実施。

## 出演者

### 最終回時点での出演者

#### MC
※全てRKB毎日放送アナウンサー。
- 田畑竜介（月曜日 - 金曜日）2014年6月から2016年3月25日まで金曜日の新聞コーナーを担当。時期により18時台ニュース担当（金曜日のみ）だったこともある。今日感テレビ日曜版初代男性MC。
- 本庄麻里子（月曜日 - 水曜日）
- 武田伊央（木曜日）
- 田中みずき（金曜日）

#### その他
※鬼橋と小林以外は、全てRKB毎日放送アナウンサー。
- 池尻和佳子（14時台ニュース・18時台「今日感ニュース」担当）
- 坂田周大（14時台ニュースおよび18時台「今日感ニュース」担当。時期により金曜日は担当しない場合があった。14時台冒頭のニュース、14 - 15時のコーナーナレーションを務めることもある。）
- 鬼橋美智子（鬼スポ〔14時台スポーツコーナー、不定期〕担当、かつてRKBラジオラジオカーリポーター「スナッピー」に所属していた。）
- 龍山康朗（気象情報担当、気象予報士、月曜日～木曜日）
- 小林チカ（気象情報担当、気象予報士、金曜日）

なお、18時台のスポーツコーナー担当は、シフト勤務のため省略する。

#### MC不在時の対応
- 田畑が不在の場合は桜井、または佐藤が代役となる。
- 坂田が不在の場合は田畑、または桜井もしくは武田早絵が代役となる。
- 池尻が不在の場合は武田早絵が代役となる。

#### スタジオレギュラー（五十音順）
- 秋本ゆかり（金曜日）
- ゴリけん（水曜日）
- 高田課長（木曜日）
- 土居祥平（土居上野、月曜日）
- 浜崎陽一郎（株式会社 Fusic 副社長、火曜日）

#### 芸能情報コーナー
※主に九州出身の芸能リポーターが登場する。不定期。
- 井上公造[12]
- 川内天子
- 駒井千佳子
- 菊池真由子
- あべかすみ

#### 機動中継・特集担当（五十音順）
※井口・武田・櫻井・本庄はRKB毎日放送アナウンサー。
- 秋本ゆかり
- 井口謙
- 武田伊央
- 櫻井浩二
- ゴリけん
- 高田課長
- 土居祥平
- HARU
- 本庄麻理子
- 古田厚子
- 矢野ペペ（パラシュート部隊）

### 過去の出演者
メインキャスター（MC）
- 川上政行（フリーアナウンサー）
- 武田早絵（RKB毎日放送アナウンサー、今日感モーニング担当）
- 池尻和佳子（18時台ニュース担当。開始当初から全日MCを務めていたが2006年12月をもって産休。2008年1月4日より2009年7月まで金曜日の全時間帯を担当。2016年3月25日までは18時台ニュースのみを担当。2016年3月28日から2018年3月30日までは再び全時間帯を担当。）

アナウンサー
- 福岡県内（RKB毎日放送アナウンサー）
  - 三好ジェームス（RKB毎日放送アナウンサー）
  - 宮脇憲一（RKB毎日放送アナウンサー、『今日感テレビ日曜版』2代目男性MC）
  - 壽老麻衣 (当時RKB毎日放送アナウンサー）
  - 佐藤巧（RKB毎日放送アナウンサー、2016年3月まではデパート中継を担当していた。)
  - 石田一洋（当時RKB毎日放送アナウンサー、2014年4月1日関西テレビへ移籍）
  - 川添麻美（当時RKB毎日放送アナウンサー）
  - 福田典子（当時RKB毎日放送アナウンサー、2016年8月1日テレビ東京へ移籍）
- 鹿児島県内（南日本放送）
  - 柴さとみ（南日本放送パーソナリティー）
  - 豊田瑠衣（当時南日本放送アナウンサー、2006年3月31日退職）
- 大分県内（大分放送）
  - 後藤なぎさ（当時大分放送アナウンサー）
- 長崎県内（長崎放送）
  - 友成由紀（当時長崎放送アナウンサー）
  - 早田紀子（長崎放送アナウンサー）

気象情報担当
- 林亜美（龍山が担当しない水曜日と一部の金曜日に担当していた）

コメンテーター
- 稲尾和久（RKB毎日放送野球解説者。2007年10月25日放送分まで出演したが、体調不良を訴え降板。検査入院中の2007年11月13日に急逝、当日に追悼特番(後述)が組まれた。）
- 小野村健太郎（コメンテーター、福岡県遠賀郡芦屋町「おのむら医院」医師、RKBラジオ「門馬良 今日も気分上々」にもコメンテーターとして出演）
- 潟永秀一郎（毎日新聞記者）
- 吉村作治（早稲田大学客員教授、サイバー大学元学長）
- 若一光司（作家）

芸能情報コーナー
- 佐々木博之
- 二田一比古

ゴハンのじかん
- 上村節子（料理研究家）
- 手嶋有紀（カフェ・テコオーナーシェフ、辻調理師専門学校卒業後、飲食店で勉強。）
- 藤清光（福岡県を拠点に活動する女性郷土料理研究家・ふるさと料理人）
- 西木廣幸（ソラリア西鉄ホテル洋食調理長）
- 古川年巳（古川クッキングスクール校長）

火曜日料理コーナー「青空キッチン」
- 「くちコミシェフの人気料理」福永スミオ（「LILLET」オーナーシェフ）
- 「オシャレな食卓」三溝清美（料理教室主宰）

中継・特集担当
- 井出迫弘美
- 植木伴子（元大分放送アナウンサー）
- 上野敏子（元九州朝日放送キャスター）
- えもとりえ
- 加藤あや（今日感テレビ日曜版初代女性MC）
- 清水貴之（元朝日放送アナウンサー）
- すわひろこ（中継リポーター。池尻産休に合わせるかのように2006年12月で降板した）
- 不動たける（中上真亜子と所属事務所が同じ）
- 殿畑大作
- 中西久美（フルート奏者、元RKB毎日放送アナウンサー）2006年から出演。同年10月から2007年までは金曜16:54までと田中不在時のMCを担当。
- マーフィ・ロバート（「マーフィのなるほど!イングリッシュ」担当。マーフィ・スクール学長）
- 水田めぐみ
- 宮崎揚子（「探検!九州」などのリポーターとしても活躍していた。妊娠・出産・育児のため、2005年に一旦番組から遠ざかり、2007年1月に復帰）
- 麦田陽子
- 山口玲香（今日感テレビ日曜版2代目女性MC）
- 山田としあき
- 山田優子
- 中嶋順子
- 内村麻美
- 町田隼人（ワタナベエンターテインメント九州事業本部所属）
- 藤本一精（有限会社ジェッツカンパニー代表。かつては同じ系列である熊本放送の「RKKワイド夕方いちばん」に出演のため、月曜日は出演していなかったが、その番組が終了したため2015年3月30日より月曜日も出演していた。）
- 中上真亜子

## タイムテーブル

### 2018年4月2日から2020年9月18日まで
- 13:55 オープニング（天気について扱う場合は14:00をまたぐことが多い）
- 13:57頃 特集
- 14:10頃 ニュース
- 14:15頃 インサイトTV・鬼スポ※不定期・特集（14:20頃から始まることもある）
- 14:50頃 機動中継
- 15:15頃 曜日別特集
- 15:25頃 伝言板・プレゼント・ニュース
- 15:40頃 天気予報
- 15:49:30 今日感テレビ終了
- 15:50 Nスタ・第0部（TBS発）
- 16:50 Nスタ・第1部（TBS発）
- 17:50 Nスタ・第2部のJNN協定適用部分 （TBS発、全国のニュース）(ここまでかつて大分放送と同一内容)
- 18:15 今日感ニュース
- 18:40頃 天気予報
- 18:50頃 スポーツコーナー
- 18:59:55 今日感ニュース終了

### 2014年10月6日から2015年3月27日まで
- 13:55 オープニング
- 13:56頃 ニュース・新聞コーナー
- 14:30頃 曜日別コーナー・特集
- 15:00頃 芸能情報コーナー
- 15:25頃 ゴハンのじかん
- 15:45頃 ニュース
- 16:00頃 曜日別コーナー・特集
- 16:45頃 お天気ナビ、18時台の予告
- 16:53 Nスタ・第1部[13]（TBS発）
- 17:50 Nスタ・第2部[14]のJNN協定適用部分 （TBS発、全国のニュース）
- 18:15 今日感NEWS
- 18:40頃 天気予報
- 18:59 終了

### 2009年9月28日から2010年3月26日まで
- 13:55 オープニング（月 - 木）
- 13:56頃 RKBヘッドライン、天気予報（月 - 木）
- 14:00頃 特集・コーナー（月 - 木）
- 14:45頃 RKBヘッドライン（月 - 木）
- 14:52頃 特集・コーナー（月 - 木）
  - 14:55 金曜版オープニング
  - 14:56頃 特集・コーナー（金）
- 15:45頃 RKBヘッドライン
- 15:55頃 特集・コーナー
- 16:48頃 お天気ナビ、18時台の予告
- 16:53 イブニングワイド
- 18:00 今日感THE NEWS
- 18:30頃 ヤン坊マー坊天気予報[15]
- 18:40 終了

※RKB毎日放送でホークス戦の実況中継がある日は18:00枠のローカルニュースが17時台に前倒しされ、18:00 - 18:40枠はホークス戦中継に差し替えとなる（「イブニングワイド」が休止となる場合あり）。

### 2009年3月30日から9月25日まで
- 14:49 - 挨拶、見どころ紹介（月 - 木）
- 14:55頃 - RKBヘッドライン（月 - 木）、金曜日はここでオープニング、ニュースは放送しない場合が多い。
- 15:00 - オープニング・特集※（月 - 木）ここで長崎放送が飛び乗り
- 15:48頃 RKBヘッドライン※（月 - 木）長崎放送はこのコーナーの前に飛び降り。
- 15:58頃 特集・コーナー等
- 16:43 - THE NEWS（内容は全国ニュース、旧「先出し!THE NEWS」、金曜日は16:45-、2009年9月25日を以てコーナー終了）
- 16:53- RKBヘッドライン
- 17:05頃 特集
- 17:45頃 天気予報・交通情報
- 17:50 - 『総力報道!THE NEWS』全国パート1（当番組に内包）
- 18:05 - 今日感 THE NEWS（ローカルニュース）
- 18:36（37）頃 - ヤン坊マー坊天気予報（日によって前後する）
- 18:42頃 - ニュース（1 - 2項目）・エンディング
- 18:45 番組終了、『総力報道!THE NEWS』全国パート2にCMを挟まずに接続

### 2008年3月31日から2009年3月27日まで
- 14:55 - 挨拶・最新のニュース
- 15:00 - オープニング・特集（長崎放送）が飛び乗り

旅行企画やおいしいお店などが主。
- ゴハンのじかん（料理コーナー）
- 隔週水曜日：タージンの全国グルメ食べつくし!名物ルーレット （関西では知らない人が居ない人気レポーター）
- 中継

毎日2か所から中継している。ひとつは天神のソラリアプラザなど、もうひとつは日替り九州各県、山口県内から。また水曜日に中継先で料理を作ることができる車「キッチンカー」を使った料理コーナーがある。
- 15:50頃 - 長崎放送が放送終了する
- 16:47頃 - 龍山康朗のお天気ナビ
- 16:50.30 - CM
- 16:52 - イブニング・ファイブ
- 17:50 - JNNイブニング・ニュース
- 18:16 - 今日感テレビニュース（CMを挟まない、福岡ローカルニュース・スポーツワールド）

主にホークス情報であるが、前述のイブニング・ニュース内スポーツコーナーで使われたVTR素材も利用。
- 18:40 - ヤン坊マー坊天気予報
- 18:51 - エンディング・明日の予告
- 18:52.45 - 提供表示
- 18:52.55 - ゴールデン番組（月:関口宏の東京フレンドパークII、火:ぴったんこカン・カン、水:復活の日、木:探検!九州、金:チェック!ザ・No.1）の予告
- 18:53.25 放送終了

## テーマソング
- オープニング・エンディングテーマ
  - three tight b『遠方レター』（2003.6 - 2012.3）
ちなみに2010年8月現在使用されているのは2代目である。初代は2005年初めまで使われたインディーズ版のもの。同年3月2日に彼らのメジャー3rdシングル「存在」の3曲目にこの曲が収録されたのを機に2代目に切り替わった。
  - 中島愛『Hello!』（2012.4 - 不明）
元々はアニメ『輪廻のラグランジェ』（読売テレビ他制作・福岡県ではFBSで放送）のエンディングテーマであった。
※最終回時点では、ROUND TABLE featuring Nino『Let me be with you』が使用されていた。

- CM前のジングル
  - ROUND TABLE featuring Nino『Let Me Be With You』（2003.6 - 2020.9）（アニメ『ちょびっツ』のオープニングテーマであった。番組最初の提供ジングルは最後の部分の早回し、その他のジングルは冒頭部分と最後の部分を編集している。TBSの制作であるが、本作品はRKBでは放送されていない）[16]
  - 花澤香菜『星空☆ディスティネーション』（2012.4 - 2020.9）
  - TWEEDEES『KLING! KLANG!!』（2016.4 - 2020.9）

- 2009年3月30日 - 2010年3月は、ニュースパートオープニング及び番組のエンディングは『総力報道!THE NEWS』のテーマソングである山下達郎の「ミューズ」が使われていた。

- お天気ナビ
  - 忌野清志郎『Day Dream Believer』（冒頭部分と最後の部分の編集）

## ネット局
○…全編ネット、△…15:00飛び乗りネット、×…非ネット
| 放送対象地域 | 放送局             | 第1部 月 - 金曜日 13:55 - 15:50 | 第2部 月 - 金曜日 18:15 - 19:00 | 放送期間                      | 備考   |
| ------------ | ------------------ | ------------------------------- | ------------------------------- | ----------------------------- | ------ |
| 福岡県       | RKB毎日放送（RKB） | ○                               | ○                               | 2003年6月30日 - 2020年9月18日 | 制作局 |

- 両局とも第1部終了後に『Nスタ』の第0部のうち15:50以降の部分[17]・第1部の全編・第2部のJNN枠をネット受けする。

### 過去のネット局
| 放送対象地域 | 放送局            | 放送時間      | 放送期間                                                   | 備考   |
| ------------ | ----------------- | ------------- | ---------------------------------------------------------- | ------ |
| 大分県       | 大分放送（OBS）   | 15:00 - 15:50 | 2005年3月28日 - 2006年9月29日 2016年4月4日 - 2019年9月27日 | [ 20 ] |
| 長崎県       | 長崎放送（NBC）   | 15:00 - 15:50 | 2005年3月28日 - 2009年9月24日                              |        |
| 鹿児島県     | 南日本放送（MBC） | 15:00 - 15:50 | 2005年3月28日 - 2006年9月29日                              |        |

- 15:00からの放送に拡大後、15:00 - 15:50は長崎放送、大分放送、南日本放送でも放送されていたが、キー局のTBSが、2006年10月2日から『2時っチャオ!』を14:00から約2時間の枠で放送開始したことにより、以下のような状況になった。
  - RKB毎日放送と長崎放送は『2時ピタッ!』に引き続き14:55で飛び降り、これまでどおり15:00からのスタート。なお、2009年9月24日をもって長崎放送でのネットが終了した。後枠はドラマの再放送枠。なお、金曜日分はテレビ東京系のアニメ・子供番組をネットするため同年3月をもって打ち切っている（同年4月5日は別番組を放送）。
  - 大分放送は『2時っチャオ!』フルネットに移行するため、同年9月いっぱいで『今日感テレビ』のネットを一旦終了。前述したように、2016年4月4日から『今日感テレビ』のネットを再開したが、2019年9月30日以降は『ゴゴスマ』のフルネットに切り替える。
  - 南日本放送は『2時っチャオ!』を14:55で飛び降りたが、大分放送と同じく同年9月いっぱいで「今日感テレビ」のネットを終了。後枠にはテレビショッピング・ドラマの再放送を構成（なお南日本放送は夏休み期間中などにも放送を休止した事がある）。2017年10月から『ちちんぷいぷい』（毎日放送制作）の第1部→全編（13:55 - 15:50）で同時ネットを実施してきたが、2019年9月30日からは、大分放送と同じく当該時間帯を『ゴゴスマ』のフルネットに充てる。

これらにはRKB毎日放送以外の3局が、当時『レディス4』（テレビ東京制作）を同時ネットしていたことも関係している。

## 今日感テレビ日曜版
平日分を補足する姉妹番組。2004年5月30日から2020年9月27日まで放送していた。番組開始以来RKBだけで日曜日の午後に放送していた。野球中継（SAMURAI BASEBALL、福岡ソフトバンクホークス戦）など特別番組があった場合は休止。
2020年9月27日の最終回は他番組の特別編成の関係で15:56 - 17:00に放送された。
進行役、リポーターは平日版のリポーター・コーナー担当者が務めている。

### 放送時間
- 毎週日曜　12:54 - 13:48（2013年10月6日まで）
- 毎週日曜　12:58 - 14:00（2013年10月13日から2014年10月5日まで。『ふくおかクロニクル〜黒田二十四騎伝〜』放送のため期間限定で）
- 毎週日曜　14:20 - 15:24（2014年10月12日から2017年3月19日まで）
- 毎週日曜　12:57 - 13:57（2017年3月26日から2020年3月29日まで）
- 毎週日曜　12:54 - 13:57（2020年4月5日から『ふくおかクロニクル～福岡ゆかりの人々～』終了のため）

### 出演者
最終回時点での出演者
- HARU（3代目男性MC）
- 中上真亜子（3代目女性MC）

ほか、リポーターは平日版と兼任。
過去の出演者
- 田畑竜介（初代男性MC、RKB毎日放送アナウンサー）
- 宮脇憲一（2代目男性MC、RKB毎日放送アナウンサー）
- 加藤あや（初代女性MC）
- 山口玲香（2代目女性MC）
- 壽老麻衣（気象情報担当、RKB毎日放送アナウンサー。）
- 西村赤音（日曜版リポーター、有限会社ジェッツカンパニー所属）
- 吉留樹里（日曜版リポーター）
- HKT48（ギャラリーゲスト。メンバーから2人が不定期出演）

## 備考
- 2012年8月20日の放送において、HKT48の中学生を含む未成年メンバー5人が飲酒・喫煙をしたためHKT48を脱退したと実名・顔写真付きで大々的に報道した。しかしながらその翌日の放送内では、5人の飲酒・喫煙の事実確認はとれておらず、ネット上の噂をもとにした報道だったと釈明した。青少年の人権にかかわる本報道のあり方に関しては、放送倫理・番組向上機構（BPO）の青少年委員会で審議対象となっている[24][25]。